# (242516) Lindseystirling
(242516) Lindseystirling est un astéroïde de la ceinture principale.

## Description
(242516) Lindseystirling est un astéroïde de la ceinture principale. Il fut découvert le 4 janvier 2005 à Vicques par Michel Ory. Il présente une orbite caractérisée par un demi-grand axe de 2,72 UA, une excentricité de 0,05 et une inclinaison de 3,7° par rapport à l'écliptique.

## Compléments